# Рене Бурбон-Пармский
Рене Бурбон-Пармский ((фр. René de Bourbon-Parme) при рождении Рене Карло Мария Джузеппе Бурбон-Пармский (фр. René Carlo Maria Giuseppe de Bourbon-Parme), 17 октября 1894, Шварцау-ам-Штайнфельде, Австрийская империя — 30 июля 1962, Копенгаген, Дания) — принц Бурбон-Пармский, сын Роберта I, герцога Бурбон-Пармского и Марии Антонии Португальской. Принц Рене был отцом королевы Румынии Анны, супруги Михая I.

## Биография
Принц Рене стал девятнадцатым ребенком из двадцати четырех детей последнего герцога Пармского Роберта I и его второй супруги Марии Антонии Португальской, младшей дочери свергнутого короля Мигеля I и Аделаиды Лёвенштейн-Вертгейм-Розенбергской. Среди его братьев и сестер были Цита — супруга последнего австрийского императора Карла I и Феличе — супруг Великой герцогини Люксембурга Шарлотты. Родился в Шварцау-ам-Штайнфельде и был воспитан в Вене. Получал образование в Терезиануме, окончил военную академию и служил в качестве кавалерийского офицера в императорской армии.

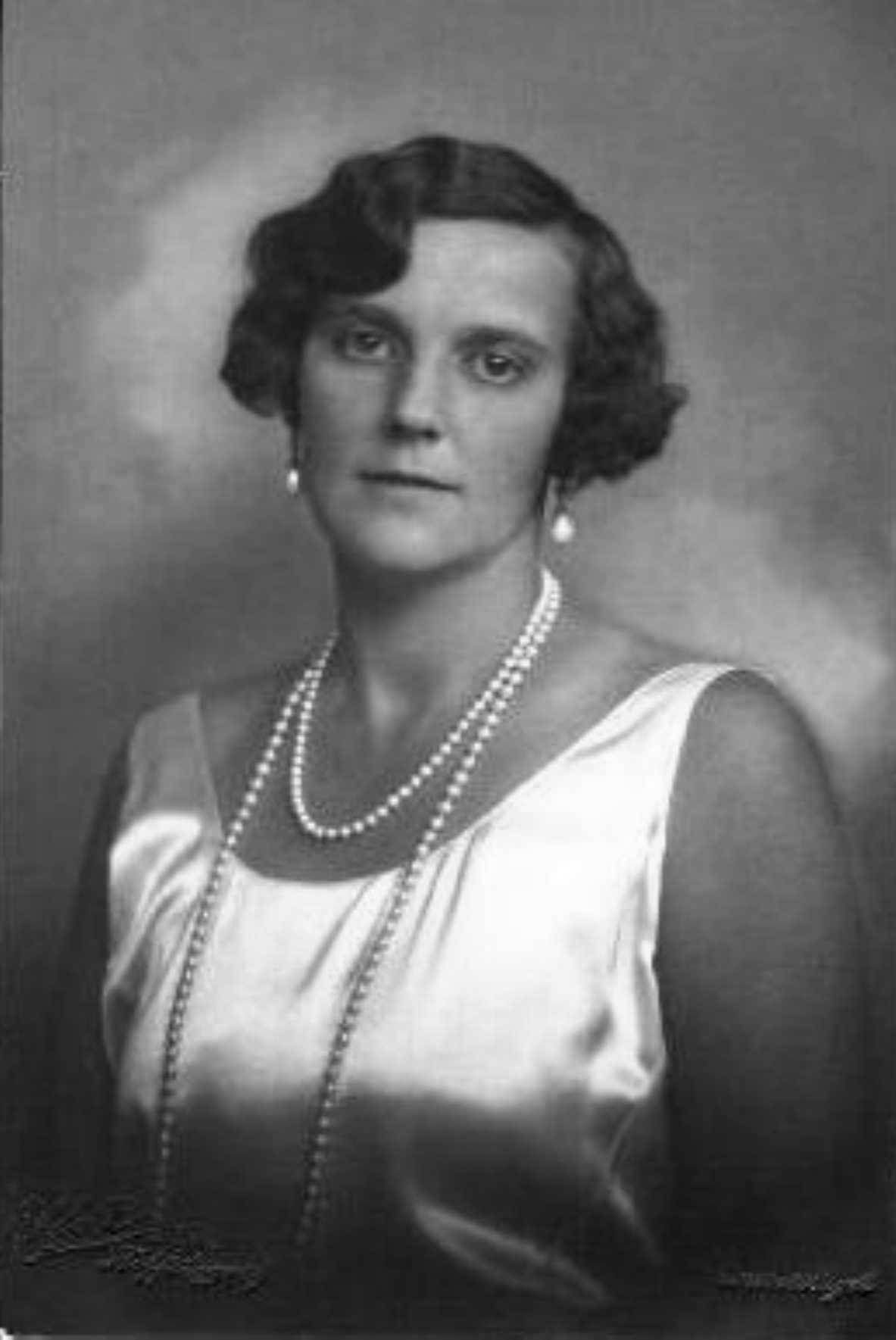
Принцесса Маргарет Датская.

9 июня 1921 года принц Рене женился на датской принцессе Маргарет, дочери Вальдемара Датского и Марии Орлеанской. По вероисповеданию принцесса была католичкой, так как условием заключения брака её родителей было то, что сыновья, рожденные в браке принимали религию отца (лютеранство), а дочери — религию матери (католичество). По отцу была внучкой королю Кристиану IX. В браке родилось четверо детей:
- Жак (1922—1964) — был женат на графине Биргитте Александре Марии аф Гольштейн-Ледреборг (1922—2009), имели троих детей:
  - Филипп Бурбон-Пармский (род. 22.01.1949)
    - Жак Карл Кристиан Мари Бурбон-Пармский (род. 03.01.1986)
    - Джозеф Аксель Алан Эрик Мари Бурбон-Пармский (род. 06.06.1989) с 2018 года женат на Анне-Луизе Богелов Баддом

  - Лориана (род. 27.07.1953)
  - Алан (род 15.05.1955)
- Анна (1923—2016) — супруга свергнутого короля Румынии Михая I (1921—2017), имели пять дочерей;
- Мишель (1926—2018[2]) — был женат на принцессе Иоланде де Бройли-Ревель, имел пятерых детей, во втором женат на принцессе Марии Пие Савойской, детей нет;
- Андре (1928—2011) — был женат на Марине Гекри, имел троих детей
  - Татьяна (р.1961)
  - Астрид (р.1964)
  - Аксель (р.1967)

Перед свадьбой Рене принял французское гражданство. Через несколько недель после рождения первенца супруги ездили в Париж для удостоверения личности новорожденного принца. Семья была не слишком богатой, тем не менее супруги с детьми жили в комфорте. Проживали в основном на вилле Сен-Морисе. Во время финансового кризиса 1920-х и 1930-х годов семья существенно сократила свои расходы.
После объявления Второй мировой войны Рене пытался примкнуть к французской армии. В итоге он отправился в Финляндию, где поступил добровольцем в армию. Сыновья принца воевали в Европе и на Дальнем востоке, а дочь Анна работала механиком в Марокко. В 1939 году супруги бежали от нацистов Испанию. Оттуда они отправились в Португалию и, наконец, в США. В сентябре 1944 года по приглашению своего брата Феличе присутствовал в Люксембурге, когда его освободили от нацистов.
После того, как война кончилась, супруги поселились в Дании. В 1947 года они были гостями на свадьбе принцессы Елизаветы и Филиппа Маутбеттена в Лондоне, куда они отправились вместе с дочерью Анной. На свадьбе принцесса Анна познакомилась со своим будущим мужем тогда королём Румынии Михаем I, сыном короля Кароля II и Елены Греческой и Датской.
В 1953 году Рене был арестован за вождение в состоянии алкогольного опьянения, за что король Фредерик IX запретил ему ездить на датских дорогах в течение года.
Рене умер 30 июля 1962 года в Копенгагене на 68 году жизни. Через два года его старший сын принц Жак погиб в автомобильной катастрофе. Его супруга Маргарет дожила до глубокой старости и умерла в возрасте 97 лет в 1992 году.